# 金牛座V774
金牛座V774，又名BD+05 614，HD 26923、SAO 111698、HR 1322，是金牛座的一颗恒星，视星等为6.31，位于銀經186.68，銀緯-30.5，其B1900.0坐标为赤經4h 10m 9.5s，赤緯+5° -30.5′ 20″。